# Adam Lepa
Adam Antoni Lepa (ur. 17 marca 1939 w Łodzi, zm. 27 kwietnia 2022 tamże) – polski duchowny rzymskokatolicki, doktor nauk teologicznych, medioznawca, rektor Wyższego Seminarium Duchownego w Łodzi w latach 1988–1993, biskup pomocniczy łódzki w latach 1988–2014, od 2014 biskup pomocniczy senior archidiecezji łódzkiej.

## Życiorys
Urodził się 17 marca 1939 w Łodzi. W latach 1952–1956 kształcił się w tamtejszym Niższym Seminarium Duchownym. W latach 1956–1961 odbył studia filozoficzno-teologiczne w Wyższym Seminarium Duchownym w Łodzi. Ostiariat, lektorat, egzorcystat oraz akolitat otrzymał przez posługę Jana Fondalińskiego, biskupa pomocniczego łódzkiego, zaś święceń subdiakonatu udzielił mu biskup diecezjalny łódzki Michał Klepacz. Na diakona wyświęcił go biskup pomocniczy łódzki Jan Kulik, który 18 marca 1962 w kościele Podwyższenia Świętego Krzyża w Łodzi udzielił mu również święceń prezbiteratu. W latach 1962–1965 studiował katechetykę na Wydziale Teologicznym Akademii Teologii Katolickiej w Warszawie, gdzie uzyskał magisterium. Studia specjalistyczne w zakresie pedagogiki odbył w latach 1966–1974 w Instytucie Teologii Pastoralnej Wydziału Teologicznego Katolickiego Uniwersytetu Lubelskiego. Ukończył je z doktoratem na podstawie dysertacji Błędy wychowania w środowisku rodziny wielkomiejskiej w wypowiedziach młodzieży i rodziców. Studium z zakresu pedagogiki pastoralnej.
W latach 1962–1964 pracował jako wikariusz w parafii św. Wojciecha w Dobroniu, a w latach 1964–1978 w parafii Przemienienia Pańskiego w Łodzi. Od 1978 do 1982 był proboszczem parafii bł. Urszuli Ledóchowskiej w Łodzi, zaś od 1982 do 1988 parafii Wniebowzięcia Najświętszej Maryi Panny w Łodzi. W latach 1966–1981 posługiwał jako duszpasterz akademicki, od 1978 na stanowisku diecezjalnego duszpasterza akademickiego. W latach 1978–1982 pełnił funkcję diecezjalnego duszpasterza nauczycieli i wychowawców.
W 1965 został przewodniczącym Diecezjalnej Komisji ds. Środków Społecznego Przekazu, a w 1978 przewodniczącym Wydziału Duszpasterstwa Kurii Biskupiej. Wszedł w skład rady kapłańskiej (został jej sekretarzem) i kolegium konsultorów. Przewodniczył Komitetowi Diecezjalnemu II Krajowego Kongresu Eucharystycznego, a także komitetowi organizacyjnemu łódzkiego etapu podróży apostolskiej papieża Jana Pawła II do Polski w 1987. W 1986 otrzymał godność kapelana honorowego Jego Świątobliwości, a w 1987 kanonika gremialnego łódzkiej kapituły katedralnej.
W Wyższym Seminarium Duchownym w Łodzi w 1975 rozpoczął prowadzenie wykładów z pedagogiki mass mediów, a w 1978 także z psychologii. W 1988 został wykładowcą psychologii w Punkcie Konsultacyjnym Akademii Teologii Katolickiej w Łodzi, a w 1994 wykładowcą pedagogiki mass mediów w Akademii Teologii Katolickiej w Warszawie. W latach 1988–1993 sprawował urząd rektora Wyższego Seminarium Duchownego w Łodzi, będąc zarazem członkiem kolegium rektorów wyższych uczelni miasta Łodzi. Był założycielem czasopisma „Łódzkie Studia Teologiczne”, w którym w latach 1991–1993 sprawował funkcję redaktora naczelnego. Autor 12 książek i kilkuset publikacji naukowych dotyczących funkcjonowania współczesnych mass mediów.
4 grudnia 1987 został prekonizowany biskupem pomocniczym diecezji łódzkiej ze stolicą tytularną Regiana. Święcenia biskupie otrzymał 2 stycznia 1988 w katedrze św. Stanisława Kostki w Łodzi. Głównym konsekratorem był kardynał Józef Glemp, prymas Polski, zaś współkonsekratorami biskupi łódzcy: Władysław Ziółek, biskup diecezjalny, Józef Rozwadowski, emerytowany biskup diecezjalny, oraz Jan Kulik i Bohdan Bejze, biskupi pomocniczy. Jako zawołanie biskupie przyjął słowa „In caritate et patientia” (W miłości i cierpliwości). W 1987 został mianowany wikariuszem generalnym diecezji. Po nominacji biskupiej pozostał na stanowisku przewodniczącego Wydziału Duszpasterstwa Kurii Biskupiej, którą to funkcję pełnił do 2012 z przerwą w latach 1990–1993. Pozostał także członkiem rady kapłańskiej i kolegium konsultorów. W 1995 został archidiakonem łódzkiej kapituły archikatedralnej. 27 maja 2014 papież Franciszek przyjął jego rezygnację z urzędu biskupa pomocniczego archidiecezji łódzkiej.
W strukturach Konferencji Episkopatu Polski był w latach 1989–1994 przewodniczącym Komisji ds. Środków Społecznego Przekazu, zaś w latach 2012–2014 należał do Rady Stałej. Został również przewodniczącym Zespołu Programowego ds. Telewizyjnych Transmisji Mszy Świętej i wszedł w skład Rady ds. Środków Społecznego Przekazu. Ponadto objął funkcję wiceprzewodniczącego Rady Programowej Katolickiej Agencji Informacyjnej, a w latach 1991–1999 był członkiem Komisji Głównej II Polskiego Synodu Plenarnego. W latach 1989–1994 zasiadał w Europejskim Komitecie Biskupów ds. Mediów Masowych (CEEM). W 1999 brał udział w Synodzie Biskupów dla Europy, reprezentując polskich biskupów.
W 2000 był współkonsekratorem podczas sakry biskupa pomocniczego łódzkiego Ireneusza Pękalskiego.
Zmarł 27 kwietnia 2022 w Łodzi. 7 maja 2022 został pochowany w grobie rodzinnym na cmentarzu św. Wojciecha w Łodzi.

## Odznaczenia i wyróżnienia
W 2009 nadano mu tytuł honorowego obywatela gminy Dobroń.
Został odznaczony Medalem o Niepodległość Polski i Prawa Człowieka, Medalem Pro Memoria, Medalem Światowego Związku Żołnierzy Armii Krajowej i Medalem im. Profesora Janusza Groszkowskiego. Otrzymał Nagrodę „Sursum Corda”, Nagrodę im. Jana Pawła II i Nagrodę im. Juliana Kulentego.
Przyznano mu honorowe członkostwo zakonu bonifratrów, a także Katolickiego Stowarzyszenia Filmowego i Katolickiego Stowarzyszenia Dziennikarzy.